# (38410) 1999 RT208
1999 RT208 (asteroide 38410) é um asteroide da cintura principal. Possui uma excentricidade de 0.07680250 e uma inclinação de 10.44846º.
Este asteroide foi descoberto no dia 8 de setembro de 1999 por LINEAR em Socorro.